# Gora Volkova
Gora Volkova är ett berg i Antarktis. Det ligger i Östantarktis. Australien gör anspråk på området. Toppen på Gora Volkova är 1 535 meter över havet.
Terrängen runt Gora Volkova är huvudsakligen platt, men åt nordost är den kuperad. Trakten är obefolkad. Det finns inga samhällen i närheten.